# 飛べっ!石飛!
『飛べっ!石飛!』（とべっ いしとび）は、2018年7月4日から2020年9月27日まで文化放送超!A&G+で配信されていた簡易動画付きのラジオ番組である。パーソナリティは石飛恵里花。

## 番組概要
『声優でユニット「ピュアリーモンスター」のメンバーである石飛恵里花を「喜怒哀楽」「起承転結」「春夏秋冬」「古今東西」4つの角度で解剖していく。』というコンセプトで放送される、動画付きラジオ番組。構成作家は小林洋平。
Twitterでの推奨ハッシュタグ及び略称は「石飛べ」。
当初全4回（1か月）での放送予定だったが、 AG-ON Premiumでの放送継続が決定。さらに2018年10月7日から再び超!A&G+での放送が決定した。 A&Gオールスター2018出場。

### パーソナリティ
- 石飛恵里花

### 放送時間
- 2018年7月4日 - 7月25日
水曜日26:30 - 27:00
- 2018年8月1日 - 9月26日（AG-ON Premiumのみ）
毎週水曜日配信
- 2018年10月7日 - 2020年3月29日
日曜日19:00 - 19:30
- 2020年4月5日 - 2020年9月27日
日曜日17:30 - 18:00

アーカイブ配信
- AG-ON Premium
毎週水曜日配信（2018年10月10日 - 2020年9月30日）（アーカイブ視聴は有料）

## コーナー
読め!石飛!
リスナーから募集した漢字の読みを石飛恵里花が当てるコーナー。
勝て!石飛!
イベントの対決コーナーで勝つべく設けられたコーナー。リスナーから募集したゲームでスタッフと対決する。
石飛チャンネル！
流行のYouTuberにあやかり、石飛恵里花がYouTuber的な動画に挑戦するコーナー。

## テーマ曲
- 番組オープニングとエンディングを制作。鷲崎健による作詞と作曲で作られた。一般発売日時：2019年8月24日
- 2019年8月11日から番組内のOPとEDとなる。

タイトル：「フライト☆ガール」
01. フライト☆ガール（歌：石飛恵里花）
〜文化放送・超!A&G+「飛べっ!石飛!」オープニングテーマ〜
作詞、作曲：鷲崎健、編曲：三浦誠司
02. Good Looking Lady　（歌：石飛恵里花）
〜文化放送・超!A&G+「飛べっ!石飛!」エンディングテーマ〜
作詞、作曲：鷲崎健、編曲：三浦誠司
03. フライト☆ガール （Instrumental）
04. Good Looking Lady （Instrumental）
05.「飛べっ！石飛！」ロケ篇

## エピソード
A&Gオールスター出場権をかけて、『A&G TRIBAL RADIO エジソン』内において「ワイルドカード決定戦」を行い、『small BANG!!』、『早見沙織のふり〜すたいる♪』を下し、A&Gオールスター出場権を獲得した。
超!A&G+『鷲崎健のヨルナイト×ヨルナイト』2019年5月のマンスリーアシスタントで出演。2019年5月14日の2週目にこの番組用テーマソング制作を発表し、OPとEDの2曲を鷲崎健が作詞と作曲を制作する事を番組内で告知。ただ、発売日時がすでにコミックマーケット(c96)文化放送ブース内で発売「2019年8月9日から12日まで」が決められているもその後の一般販売場所がアニメイト・ゲーマーズ・セブンネットのみ。発売日時：2019年8月24日
2019年11月10日の放送は、石飛の急病により、同じ事務所の富沢恵莉が代理出演。放送内容は、富沢が同年1月から3月まで超!A&G+で担当していた『富沢恵莉のぴんくれぼりゅーしょん!』の復活特番として行われた。
2019年12月8日は、ピュアリーモンスターのメンバーが総揃いでゲスト出演。番組のタイトルロゴも『飛べっ!ピュアモン!』に変更して放送された。

## イベント
- 2018年10月7日 - A&Gオールスター2018（パシフィコ横浜 国立大ホール）[5]